# Guzmania condensata
Guzmania condensata là một loài thực vật có hoa trong họ Bromeliaceae. Loài này được Mez & Wercklé mô tả khoa học đầu tiên năm 1903.